# Спор о «Сиде»
Спор о «Сиде» (фр. La Querelle du Cid) — беспрецедентная литературно-эстетическая дискуссия, разгоревшаяся во Франции в 1637—1638 годах после постановки и публикации текста наиболее известной пьесы Пьера Корнеля, трагикомедии «Сид».

## История спора
Первое издание пьесы Корнеля вышло в свет 23 марта 1637 года, всего два месяца спустя после постановки в театре Марэ (неслыханная скорость для своего времени, расцененная многими из современников как стремление драматурга извлечь единоличную выгоду из невероятного успеха пьесы). В посвящении, адресованном племяннице Ришельё Мари-Мадлен де Виньро, всесильный кардинал усмотрел проявление гордыни со стороны драматурга. К тому же одновременно с «Сидом» Корнель опубликовал своё ранее циркулировавшее в рукописи стихотворение «Извинение, адресованное Аристу», где гордо заявил, что «своей славой обязан лишь себе самому». Видимо, именно с подачи Ришельё (первоначально он оценил по достоинству новаторство пьесы) и была развязана критическая кампания в адрес трагикомедии, спровоцировавшая появление многочисленных памфлетов.
Наиболее известными участниками спора стали писатели Жан де Мере и Жорж де Скюдери. Некогда приветствовавший похвальной эпиграммой комедию Корнеля «Вдова», Мере упрекал автора «Сида» за плагиат. Между тем в XVII веке использование драматургами чужого текста было обычным явлением; упреки Мере относились прежде всего к факту утаивания Корнелем своего испанского первоисточника (что не соответствовало действительности). При этом сам Мере этого первоисточника явно не читал и даже толком не знал имени автора (Гильен де Кастро). Не обошлось и без личных оскорблений: обыгрывая внутреннюю форму фамилии драматурга, Мере именует его «ощипанной вороной». Корнель ответил Мере издевательским рондо. После этого в спор вмешался Скюдери, уязвлённый беспримерным успехом «Сида» и высокомерным тоном его автора; в своих анонимных «Замечаниях» он стремится максимально принизить художественные достоинства пьесы, вновь уличает драматурга в плагиате, критикует корнелевский стих, а также предъявляет Корнелю серьезные обвинения в нарушении канонов «правильной» драматической поэмы. Сценический успех «Сида», по Скюдери, — это успех у плебса, тогда как высокая драматургия не должна учитывать его мнение.
Появляются и сочинения сторонников Корнеля: «Защита Сида» (её возможный автор — Никола Фаре), «Общественное мнение — господину де Скюдери» и многие другие. Несколько анонимно изданных текстов, направленных против Скюдери, скорее всего написаны самим же Корнелем. Что касается критических памфлетов, то авторство некоторых из них приписывалось таким крупным писателям, как Поль Скаррон и Шарль Сорель.
Ришельё пристально следил за развернувшимся конфликтом: именно ему принадлежит идея привлечь в качестве арбитра спора Французскую академию. Большую роль в разгорании конфликта сыграло вмешательство Буаробера, завидовавшего успеху своего собрата.

## Мнение Французской академии по поводу трагикомедии «Сид»
Скюдери обратился к Академии с призывом выработать своё мнение о пьесе в мае 1637 года. Поначалу академики колебались, стоит ли им ввязываться в дискуссию; «согласно уставу Академии, она могла разбирать только произведения своих сочленов или же тех писателей, которые сами запрашивают её мнение о своих произведениях. Таким образом Академии пришлось заручиться согласием Корнеля на разбор его пьесы. Корнель вынужден был дать своё согласие, когда узнал, что сам кардинал настаивает на этом». В итоге в июне троим из академиков — аббату Амаблю де Бурзесу, Жану Шаплену и Жану Демаре — было поручено изучить пьесу в целом, а аббату Серизи, Гомбо, Баро и Л’Этуалю — стихи.
Работа подвигалась медленно. Первую редакцию «Мнения…» меньше чем за месяц составил Шаплен, затем кардинал попросил внести в неё изменения, так что окончательная версия была выработана только к концу года. «Мнение…», основанное на принципах аристотелизма (трактованного достаточно свободно) и на «авторитете разума» (то есть рационализме), носило сбалансированный характер и стало одним из важнейших документов классицистической теории XVII века. В значительной своей части «Мнение…» «строится как ответ на «Замечания», причем отнюдь не всегда признается их справедливость». Академики объявляют себя продолжателями традиции «изящных диспутов», которые велись в предшествующем столетии в Италии (имеются в виду дискуссии вокруг поэмы Тассо «Освобождённый Иерусалим» и пасторальной трагикомедии Б.Гварини «Верный пастух»). С точки зрения академиков, критика Скюдери в целом обоснованна, но в то же время мастерство в изображении страстей снискало пьесе заслуженный успех. Кроме того, академики осуждали якобы присущую Корнелю непоследовательность характеров и поступков героев. «Признавая отдельные достоинства пьесы, Академия подвергла придирчивой критике отклонения от правил — перегруженность действия внешними событиями, требовавшими, по её подсчетам, не менее 36 часов (вместо дозволенных 24), введение второй сюжетной линии (неразделенная любовь инфанты к Родриго), использование свободных строфических форм и т. д. Но главный упрек, вслед за Скюдери, был адресован «безнравственности» героини, нарушившей, по мнению Академии, правдоподобие пьесы.
В 1638—1639 годах вышли в свет три трагикомедии малоизвестных авторов, представлявшие собой продолжения «Сида» и во многом пародировавшие его: «Продолжение и женитьба Сида» Шевро, «Истинное Продолжение Сида» Никола Дефонтена и «Тень графа Гормаса и смерть Сида» Шильяка (с сильно выраженным антииспанским пафосом).

## Реакция Корнеля
После публикации «Мнения…» удручённый Корнель на некоторое время замкнулся в молчании. Не помогла и высокая оценка пьесы Гезом де Бальзаком, в начале 1638 года отметившего в письме к Скюдери, что «вся Франция на стороне Корнеля». При работе над «Горацием» автор «Сида» принял во внимание прозвучавшую в свой адрес критику. Кроме того, им были внесены коррективы в последующие издания текста пьесы (1648 и 1660 г.): так, изменениям подверглись отдельные раскритикованные Академией строки, полностью выпала открывавшая «Сида» сцена (по своему характеру более напоминавшая даже не трагикомедию, а комедию), трансформировался финал. Автор стал именовать пьесу «трагедией»; текстуальные изменения были направлены на соответствие «Сида» доктрине классицизма. Хотя в ходе дискуссии проблема жанра трагикомедии практически не затрагивалась.